# Gérard Conte
Gérard Conte (* 1. Februar 1931 in Gorcy, Département Meurthe-et-Moselle; † 23. Mai 2012) war ein französischer Jazz-Autor.

## Leben

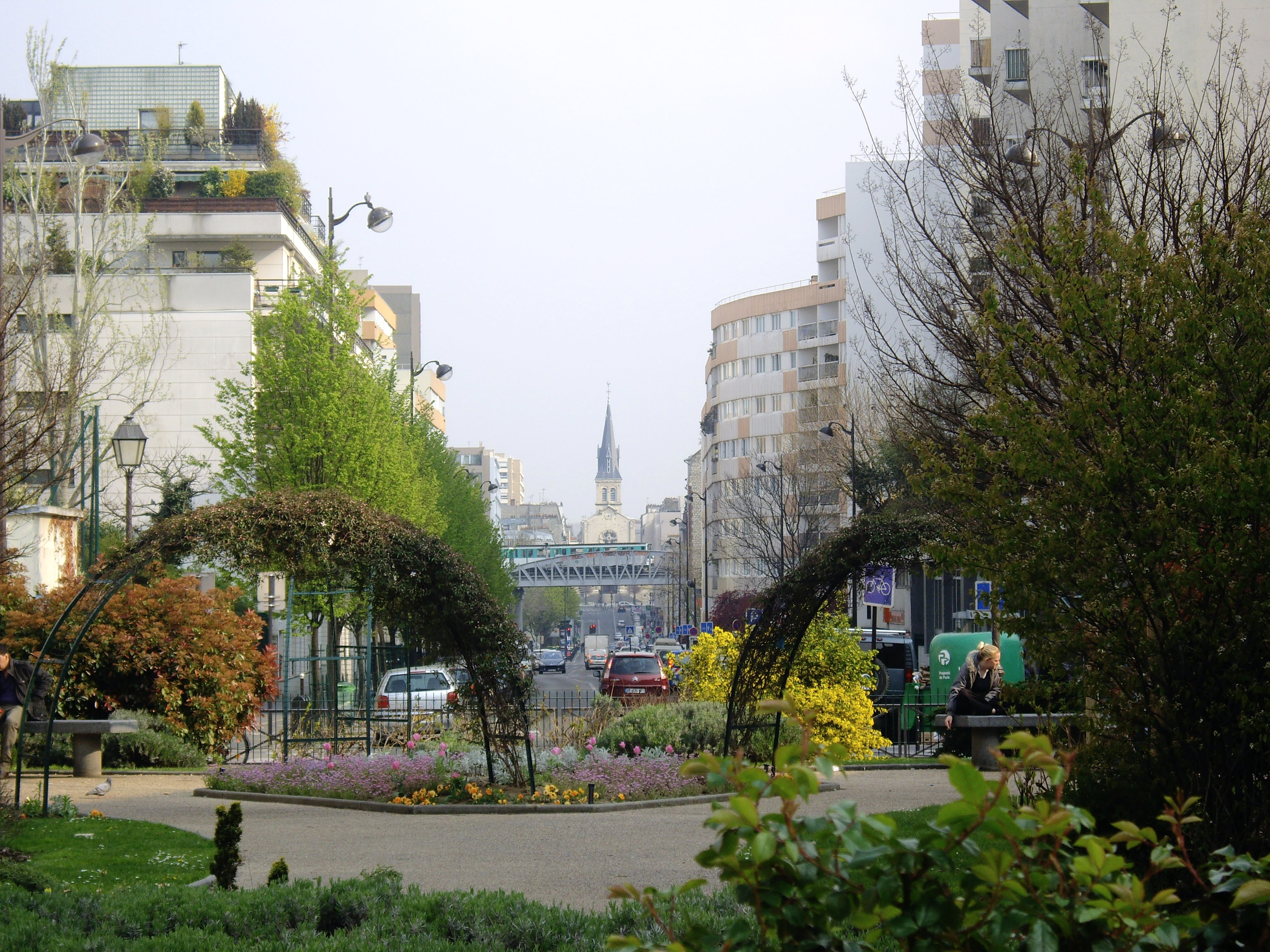
Die Place Louis Armstrong im Pariser 13. Arrondissement, dessen Benennung Gérard Conte betrieb.

Gérard Conte wurde während der Ableistung seines Militärdienstes in Deutschland 1950 auf den New Orleans Jazz aufmerksam. Mit Unterstützung durch Charles Delaunay begann er ab 1954, Artikel über die Geschichte des Jazz und traditionellen Jazz in der Zeitschrift Jazz Hot zu veröffentlichen. Er schrieb außerdem für die Zeitschriften Les Cahiers du Jazz und Jazz Classique und wirkte beim Erstellen des Dictionnaire du Jazz (Verlag Robert Laffont) mit. 
1963 gründete er die Association Française des Amateurs de Jazz Nouvelle-Orléans, die u. a. 1998 für die Benennung eines Place Louis Armstrong im Pariser 13. Arrondissement sorgte. Über die Geschichte dieses Arrondissements veröffentlichte er zwei Bücher. 1964 organisierte er den ersten Jazz Band Ball im Rathaus des 5. Arrondissement, dem 21 weitere Veranstaltungen folgten und der im November 2011 – allerdings ohne Gérard Conte – wiederbelebt wurde.

## Publikationen
- Éléments pour une histoire de la Commune dans le XIIIe Arrondissement 5 mars-25 mai 1871. Éditions de la Butte aux cailles, 1981
- C'était hier… Le 13e  arrondissement, L.M. - Le Point, 1992 ISBN 2-904463-04-6
- Renaud Gagneux, Gérard Conte, Jean Anckaert: Sur les traces de la bièvre parisienne. Parigramme Eds 2002